# Gouda
Gouda é uma cidade neerlandesa na província de Holanda do Sul. Fica a 20 km de Roterdão, a 30 km de Haia e a 35 km de Utreque.
A cidade é famosa pelo queijo gouda. 

## Galeria

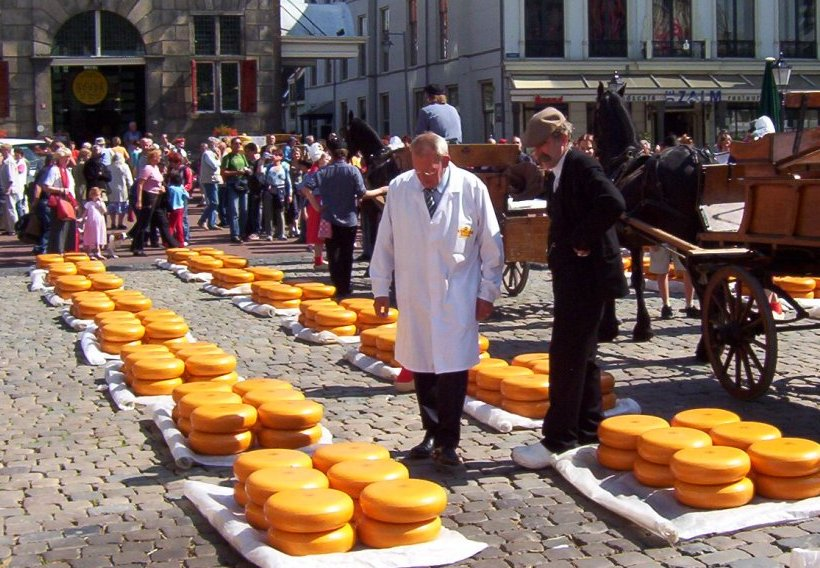
Mercado do queijo Gouda
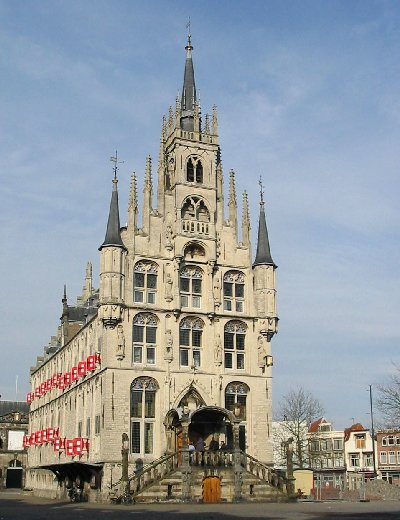
A Câmara Municipal